# Марія Клейдиш
Марія Клейдиш (пол. Maria Klejdysz; 2 березня 1927, Катовиці, Польща — 21 листопада 2009, Констанцин-Єзьорна, Польща) — польська актриса театру, кіно, радіо і телебачення.

## Біографія
Марія Клейдиш народилася в місті Катовиці. Дебютувала в театрі в 1948 році (Старий театр у Кракові). Акторську освіту здобула в Державній вищій театральній школі в Кракові, яку закінчила в 1952 році. Була актрисою театрів у Кракові та Варшаві. Грала в спектаклях «театру телебачення» (в 1961—2005 роках) і в «театрі Польського радіо».
Померла в Сколимуві (район міста Констанцин-Єзьорна), похована там же на місцевому кладовищі.

## Вибрана фільмографія
- 1957 — Втрачені почуття / Zagubione uczucia
- 1961 — Безмовні сліди / Milczące ślady
- 1965 — Гаряча лінія / Gorąca linia
- 1970 — Романтики / Romantyczni
- 1971 — Золоте Коло / Złote Koło
- 1974 — Її портрет / Jej portret
- 1975 — Опало листя з дерев / Opadły liście z drzew
- 1975 — Гравці / Hazardziści
- 1976 — Велика система / Wielki układ
- 1976 — Лебідка / Dźwig
- 1976 — Перш, ніж настане день / Zanim nadejdzie dzień
- 1976 — Польські шляхи / Polskie drogi
- 1978 — Роман і Магда / Roman i Magda
- 1979 — Вранішні зорі / Gwiazdy poranne
- 1981 — Знахар / Znachor
- 1982 — Відплата / Odwet
- 1984 — Ультиматум / Ultimatum
- 1984 — Вбивство тітки / Zabicie ciotki
- 1986 — Чужоземка / Cudzoziemka
- 1986 — Попередження Zmiennicy
- 1987 — Ангел у шафі / Anioł w szafie
- 1987 — Балада про Янушка / Ballada o Januszku
- 1993 — Випадок Пекосінського / Przypadek Pekosińskiego
- 1995 — Історія про майстра Твардовського / Dzieje mistrza Twardowskiego
- 1996 — Дівчинка Ніхто / Panna Nikt
- 1997 — Любовні історії / Historie miłosne
- 1999 — Тиждень з життя чоловіка / Tydzień z życia mężczyzny
- 2000 — Життя як смертельна хвороба, що передається  статевим шляхом / Życie, jako śmiertelna choroba przenoszona drogą płciową
- 2002 — Доповнення / Suplement
- 2003 — Погода на завтра / Pogoda na jutro
- 2003 — Симетрія / Symetria
- 2005 — Кілька людей, обмаль часу / Parę osób, mały czas
- 2006 — Job, czyli ostatnia szara komórka
- 2008 — Серце на / Serce na dłoni
- 2009 — Последняя акция / Ostatnia akcja